# Prototheora
Prototheora é o único gênero da família dos prototeorídeos (Prototheoridae), um família de insectos da ordem Lepidoptera. Originalmente dividido em dois géneros, Metatheora e Prototheora, engloba actualmente apenas o género Prototheora (Meyrick, 1917).

## Lista de espécies
- Prototheora parachlora (Meyrick, 1919) (originalmente em Metatheora)
  - =Prototheora paraglossa; Janse, 1942
- Prototheora petrosema Meyrick, 1917
- Prototheora monoglossa Meyrick, 1924
- Prototheora corvifera (Meyrick, 1920) (originalmente em Metatheora)
- Prototheora merga Davis, 1996
- Prototheora quadricornis Meyrick, 1920
- Prototheora biserrata Davis, 1996
- Prototheora serruligera Meyrick, 1920
- Prototheora cooperi Janse, 1942
- Prototheora geniculata Davis, 1996
- Prototheora drackensbergae Davis, 1996
- Prototheora angolae Davis, 1996
- Prototheora malawiensis Davis, 2001

1. ↑  «Prototheoridae». Sistema Global de Informação sobre Biodiversidade (em inglês). Consultado em 18 de agosto de 2019